# Ophidion pleurothalloides
Ophidion pleurothalloides là một loài thực vật có hoa trong họ Lan. Loài này được Luer mô tả khoa học đầu tiên.